# Justorium

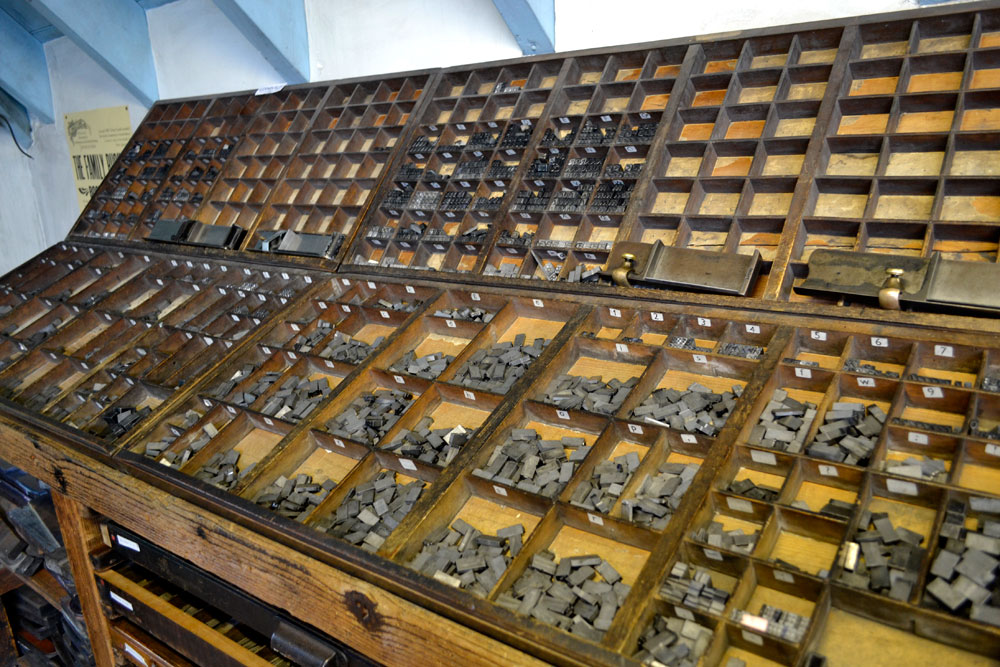
Alle Buchstaben hatten exakt gleiche Höhen und Seitenabstände (Toleranzen weit unter einem Zehntelmillimeter).

Das Justorium (mittellat.) war ein Hilfsinstrument der Schriftgießer, das zur Prüfung und Feststellung des korrekten Gusses der Lettern diente.
Das kleine Instrument bestand aus drei Messingblechen, die rechtwinklig gegeneinander gestellt waren.
Es wurde dafür verwendet, den Lettern mit den Probelettern gleiche Höhe zu geben.